# City Hall (PATCO)
Palacio Municipal  (City Hall en inglés) es una estación en la línea PATCO del Port Authority Transit Corporation. La estación se encuentra localizada en Calles 5 y Market en Camden, Nueva Jersey. La estación City Hall fue inaugurada el 7 de junio de 1936. La Autoridad Portuaria del Río Delaware es la encargada por el mantenimiento y administración de la estación. 

## Descripción y servicios
La estación City Hall cuenta con 1 plataforma central y 2 vías.  

## Conexiones
La estación es abastecida por las siguientes conexiones: 
- Rutas de autobuses de NJT Bus: 313, 315, 317, 318 (temporal), 400, 401, 402, 403, 404, 405, 406, 407, 408, 409, 410, 412, 413, 418, 419, 450, 451, 452, 453, 457 y 551.